# 테드 히스
테드 히스(Ted Heath, 1900년 ~ 1969년)는 영국의 가수이다. 런던에서 태어났다. 부친은 악단의 리더로 14세 때부터 트럼본을 배웠다. 1925년에 잭 힐튼에서, 1937년부터 앰브로즈 악단에 참가하였다. 1944년에는 혼자서 악단을 조직하여 방송하였다. 1945년부터는 런던 파라디움의 정기 콘서트에 출연하여 인기를 넓혔으며, 영국 일류의 스윙 악단이 되었다. 1956년에는 미국으로 연주여행을 떠나 성공을 거두었다. 연주에는 유능한 솔리스트를 많이 기용하여 근대적인 스윙 밴드로 정평을 받았다.